# Bad Bunny
Benito Antonio Martinez Ocasio (født 10. marts 1994), bedre kendt under kunstnernavnet Bad Bunny, er en Puerto Ricansk musiker. Martinez studerede på University of Puerto Rico i byen Arecibo. Bad Bunny opnåede stor popularitet på SoundCloud og blev signet til pladeselskabet Hear This Music med udgivelsen af singlen "Diles" i 2016. Singlen betragtes som hans store gennembrud og førte Benito til hurtig succes i den latinamerikanske urbane musikscene. Under et interview udtalte sangeren, at han har lavet musik siden 2008.